# Magnoac
La Magnoac è una regione della Guascogna sull'altopiano di Lannemezan appartenente al Dipartimento Alti Pirenei.
Confina da Ovest a Nord con l'Astarac, a Est con la Comminges e a Sud con il Pays d'Aure